# Stössing
Stössing – gmina w Austrii, w kraju związkowym Dolna Austria, w powiecie St. Pölten-Land. Według Austriackiego Urzędu Statystycznego liczyła 791 mieszkańców (1 stycznia 2014).